# 노아 비리
노아 비리(Noah Nicholas Beery, 1882년 1월 17일 ~ 1946년 4월 1일)는 미국의 배우, 연극 배우, 영화배우이다.

## 영화
- 사막의 새비지 (1974년)
- 더 걸 오브 더 골든 웨스트 (1938년)
- 돌아온 조로 (1937년)
- 스윗 애더라인 (1934년)
- 투 더 라스트 맨 (1933년)
- 맨 오브 더 포레스트 (1933년)
- 선셋 패스 (1933년)
- 썬더링 허드 (1933년)
- 다이아몬드 릴 (1933년)
- 노 리빙 위트니스 (1932년)
- 더 키드 프럼 스페인 (1932년)
- 브라이트 라이츠 (1930년)
- 언더 어 텍사스 문 (1930년)
- 송 오브 더 플레임 (1930년)
- 쇼 걸 인 헐리우드 (1930년)
- 매미 (1930년)
- 빅 보이 (1930년)
- 쇼 오브 쇼 (1929년)
- 글로러파잉 더 아메리칸 걸 (1929년)
- 쾌걸 조로 (1920년)
- 울프 선장 (1920년)